# 蔣英実

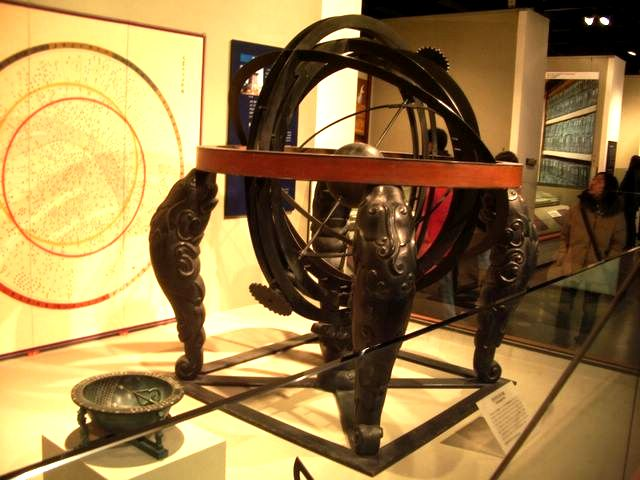
蒋英実が開発した渾天儀

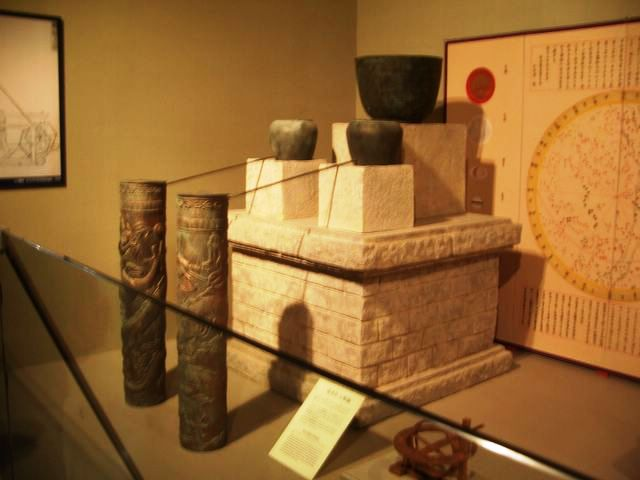
蒋英実の自動水時計を再現したもの

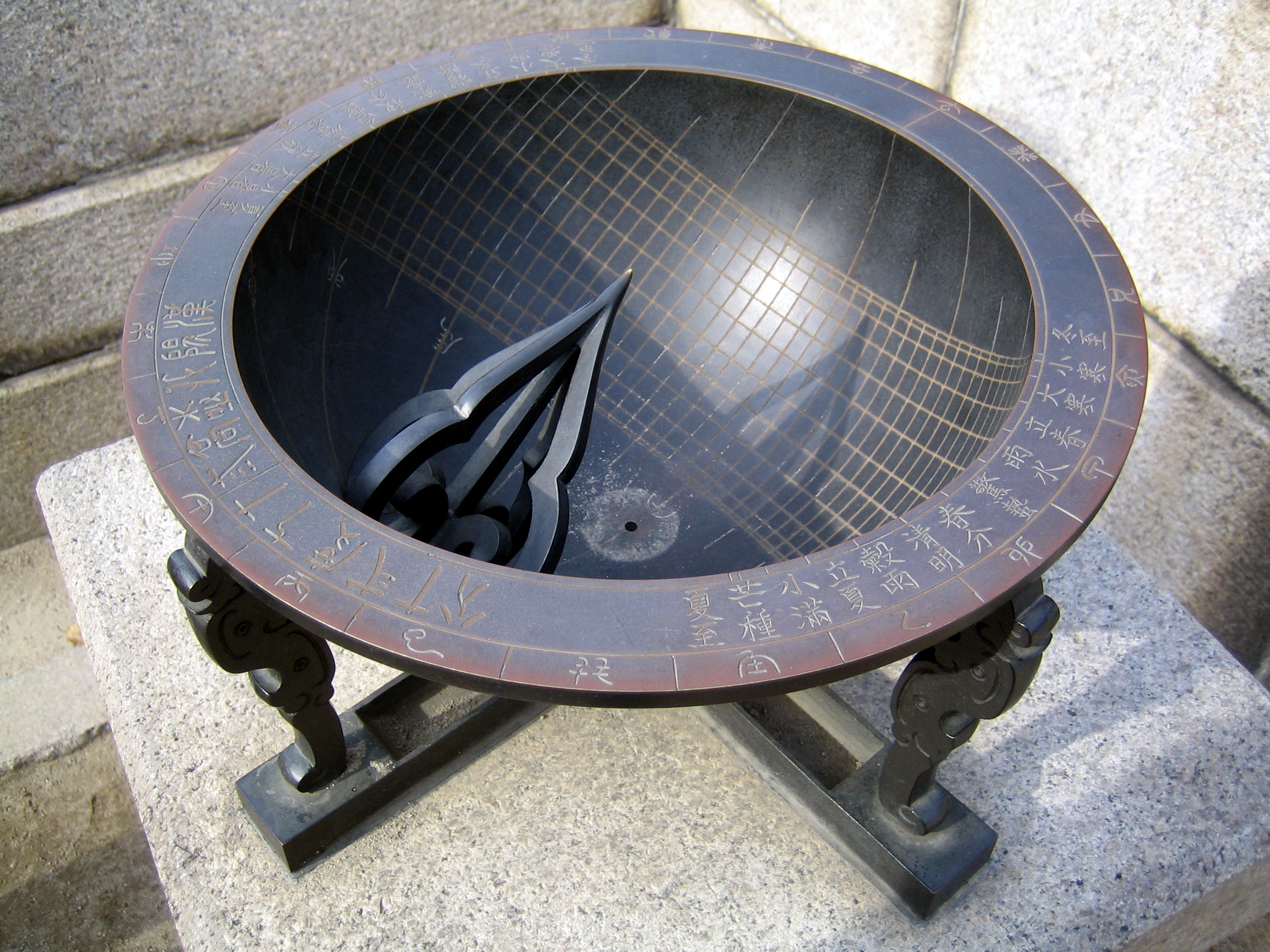
景福宮内の日時計

蔣 英実（チャン・ヨンシル、朝鮮語: 장영실 / 蔣英實、1383年 - 1450年）は中世李氏朝鮮の科学者。緯度計測器である簡儀、さまざまな日時計・水時計等を製作した。

## 出自と生涯
本貫は牙山。蔣英実の父親は、中国からの移民の八世孫であり、高麗王朝の頃は高官の地位にあった。高麗から朝鮮へと王朝が交代すると、朝鮮王朝の太祖李成桂は高麗の王室とこれに仕えていた者たちの迫害を始めた。蔣英実の一家も罪を責められて賤民（奴婢）の身分に落とされ、蔣英実の母親は妓生とされる辱めを受けた。
蔣は東萊府の官奴であったが、1423年に世宗に才能を見出され、尚衣院別提（従六品）の官職を受命し、奴婢の身分から免賤された。1424年に宮中の工匠から抜擢され、明に派遣された。帰国後世宗大王が官職に就かせようとすると官奴出身のため列臣の反対にあった。
その後更点之器と呼ばれる水時計を製作し、その功績が認められ正五品尚衣院・別坐についた。1434年6月には水を継ぎ足す警告を自動で出す水時計・自撃漏を完成させ、景福宮南側の報漏閣に置かれた。これは国内の標準時計として採用され、この功績をもって正四品・護軍に任じられた。最終的に従三品・上護軍にまで栄達したが、1442年、蔣英実の監督下で製造された王の輿が破損したため不敬罪に問われ、杖刑を受けた。

## 製作物

### 日時計
- 懸珠日晷
- 天平日晷
- 指南日晷
- 仰釜日晷
- 日星定時儀（朝鮮語版） - 夜間でも時間が測定できる。

### 水時計
- 更点之器
- 自激漏
- 玉漏（朝鮮語版）

### その他
- 簡儀 - 緯度測定器。
- 小簡儀 - 簡儀をさらに簡便にしたもの。
- 渾天儀 - 天球儀。
- 渾象
- 測雨器 - 標準雨量計。一説によると蒋英実が開発に関わった[7]。

## 関連作品
- 大王世宗 - 2008年に放送された韓国のテレビドラマ。イ・チョニがチャン・ヨンシル（蔣英実）を演じている。
- チャン・ヨンシル 〜朝鮮伝説の科学者〜 - 2016年に放送された韓国のテレビドラマ。主演はソン・イルグク。
- 世宗大王 星を追う者たち（朝鮮語版） - 2019年の韓国映画。チェ・ミンシクがチャン・ヨンシル（蔣英実）を演じている。